# 圣日耳曼勒加亚尔 (厄尔-卢瓦省)
圣日耳曼勒加亚尔（法語：Saint-Germain-le-Gaillard，法語發音：[sɛ̃ ʒɛʁmɛ̃ lə ɡajaʁ]）是法国厄尔-卢瓦省的一个市镇，位于该省中部略偏西，属于沙特尔区。

## 地理
圣日耳曼勒加亚尔（48°25'18"N, 1°15'30"E）面积8.13 平方千米，位于法国中央-卢瓦尔河谷大区厄尔-卢瓦省，该省份为法国北部内陆省份，北起顺时针与厄尔省、伊夫林省、埃松省、卢瓦雷省、卢瓦-谢尔省、萨尔特省和奧恩省接壤。
与圣日耳曼勒加亚尔接壤的市镇（或旧市镇、城区）包括：弗兰塞、圣吕佩尔斯。

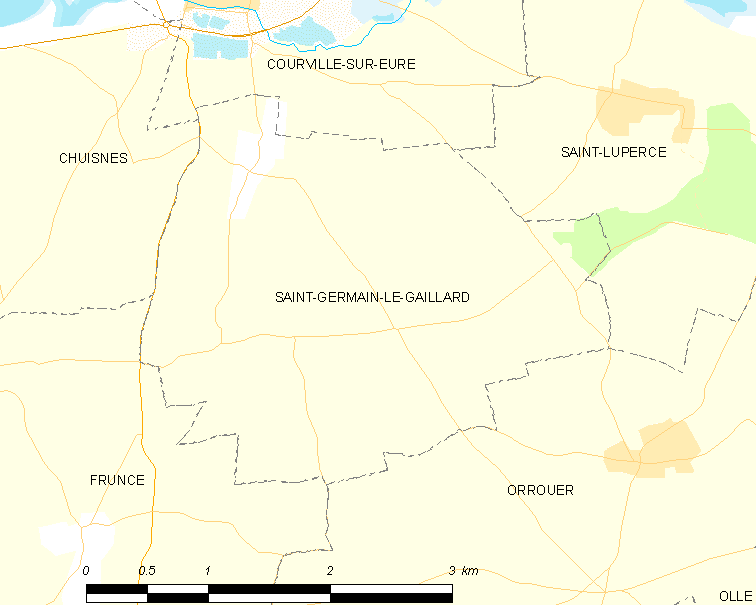
的OSM定位图

圣日耳曼勒加亚尔的时区为UTC+01:00、UTC+02:00（夏令时）。

## 行政
圣日耳曼勒加亚尔的邮政编码为28190，INSEE市镇编码为28339。

## 政治
圣日耳曼勒加亚尔所属的省级选区为伊利耶孔布赖县。

## 人口

1962-2008年间人口变化图示

圣日耳曼勒加亚尔于2022年1月1日时的人口数量为372人。